# Гелешоая
Гелешоая (рум. Găleșoaia) — село у повіті Горж в Румунії. Входить до складу комуни Килнік.
Село розташоване на відстані 244 км на захід від Бухареста, 18 км на південний захід від Тиргу-Жіу, 88 км на північний захід від Крайови.

## Населення
За даними перепису населення 2002 року у селі проживали 104 особи, усі — румуни. Усі жителі села рідною мовою назвали румунську.